# Astorga
Astorga (asztur-leóni nyelven Estorga) város Északnyugat-Spanyolországban, Kasztília és León autonóm közösség León tartományában. A római korban a Mérida felől érkező Via Delapidata északnyugati vége volt Tarraconensis provinciában.

## Fekvése
A Leóni-hegység lábainál fekszik, folyója a Tuerto. A nyugat-keleti irányú kelta Tej útja (franciául: Voie lactée), majd a római hódításkor kiépített Via Norte és az észak-déli irányú, Mérida felől érkező Via Delapidata kereszteződésére épült fel, de a Via Cartagena is innen indult a mai Madrid és Cartagena irányába.
Folyója, a Tuerto folyó, a Duero völgyében fekszik. Teraszos jellegű.

## Története
A környéken a keltibér asztúrok éltek, a rómaiak i. e. 17-ben hódították meg Astrurica Augusta néven, melyből a mai származik. A jelentősége tovább nőtt, mikor a Las Médulas aranybányákat a rómaik elkezdték használatba venni, így az Ibériai-félsziget északkeleti csücskében és egy fontos központtá lett. A mór hódítás után a város csak mintegy 50 évig volt arab kézben, mert I. Alfonz asztúriai király már 753-ban visszafoglalta, majd 850-től püspöki székhely lett.
A városban 1545-ben érték el a nyomdaipari termékek, de erősen egyházi felügyelet alatt, az erőteljesebb polgárosodás inkább csak a XVII. századtól indult be. A francói rezsim utáni demokratikus fejlődés megkezdődése jelentősen hozzájárult a turisztikai-gazdasági élet fellendüléséhez.

## Népesség
A település lakosságának változását az alábbi diagram mutatja:
| Lakosok száma | 12 381 | 12 207 | 12 139 | 12 078 | 11 826 | 11 633 | 11 153 | 10 867 | 10 392 | 10 308 |
|               | 2001   | 2004   | 2007   | 2009   | 2012   | 2014   | 2017   | 2019   | 2022   | 2024   |

## Látnivalók
A fő nevezetességek közt van a 8. századi Mária-katedrális és a Gaudí-féle neogótikus Püspöki Palota, mely ma a  Museo de los Caminos – „Az Utak Múzeuma”. A városháza XVII. századi egy órával, mely körül a tetőkorlátokon maragató-népviseletű pár látható.
A római kor bizonyítékai közt egyebek mellett a részben kiásott korabeli település, a városfal részei, a Római múzeumban látható Ergasto munkaház, a részben kiásott fórum, az Augustus-templom és a termálfürdők is láthatók.

## Édességek
Astorga nagy cukorútvonalon fekszik, ezért több édesipari nevezettsége született, ezek többek között:
- Hojaldres, különféle édes leveles-tészták,
- A Mantecado vajas fánk és
- a különféle astorgai csokoládék, melyek a múzeumban ki is próbálhatók.

## Galéria

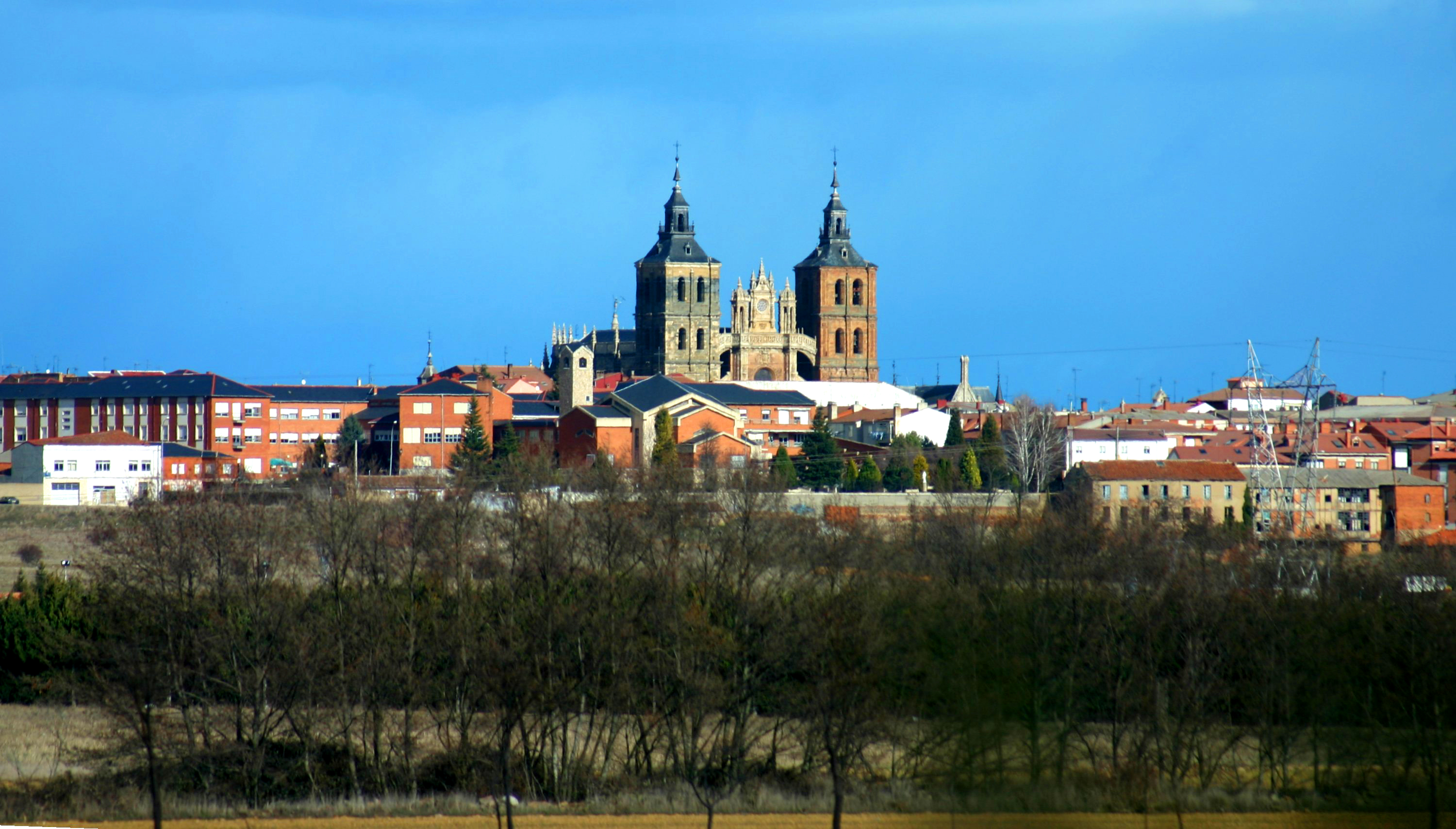
Astorga távlati képe a Mária-katedrálissal
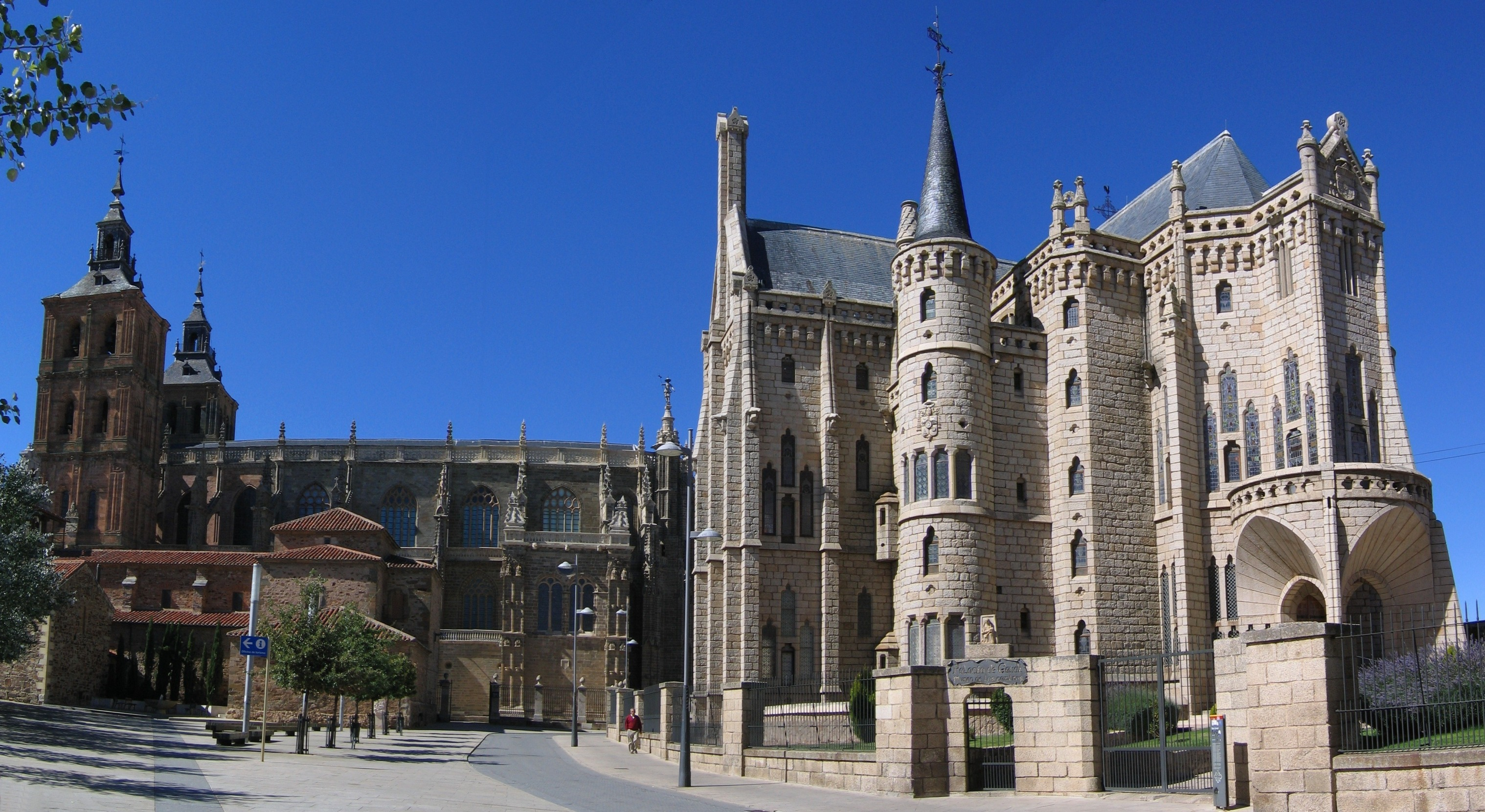
Astorga katedrálisa (balra) és a Püspöki palota (jobbra)
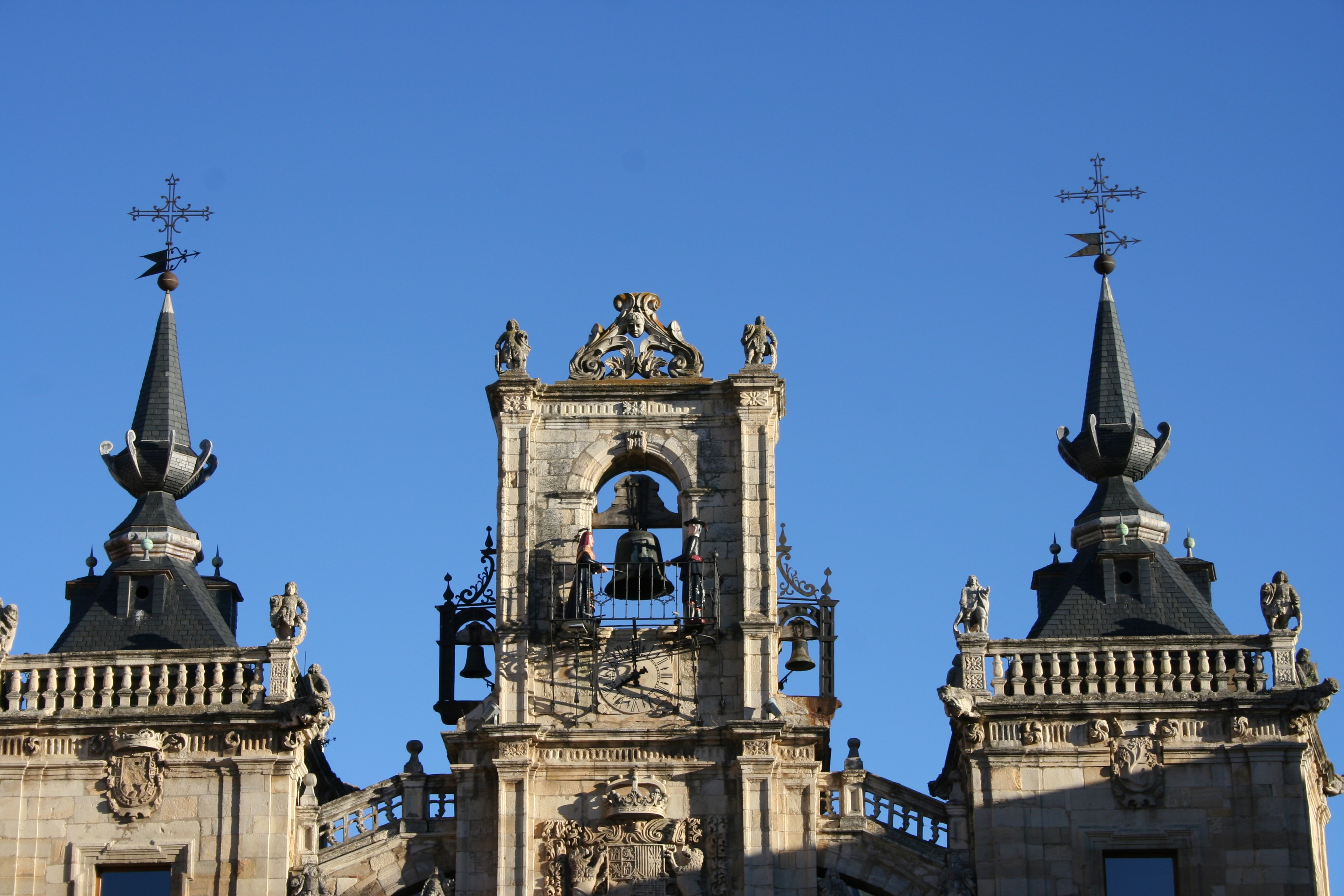
A Városháza toronypárja egy órával és a korlátokon egy Maragato-pár
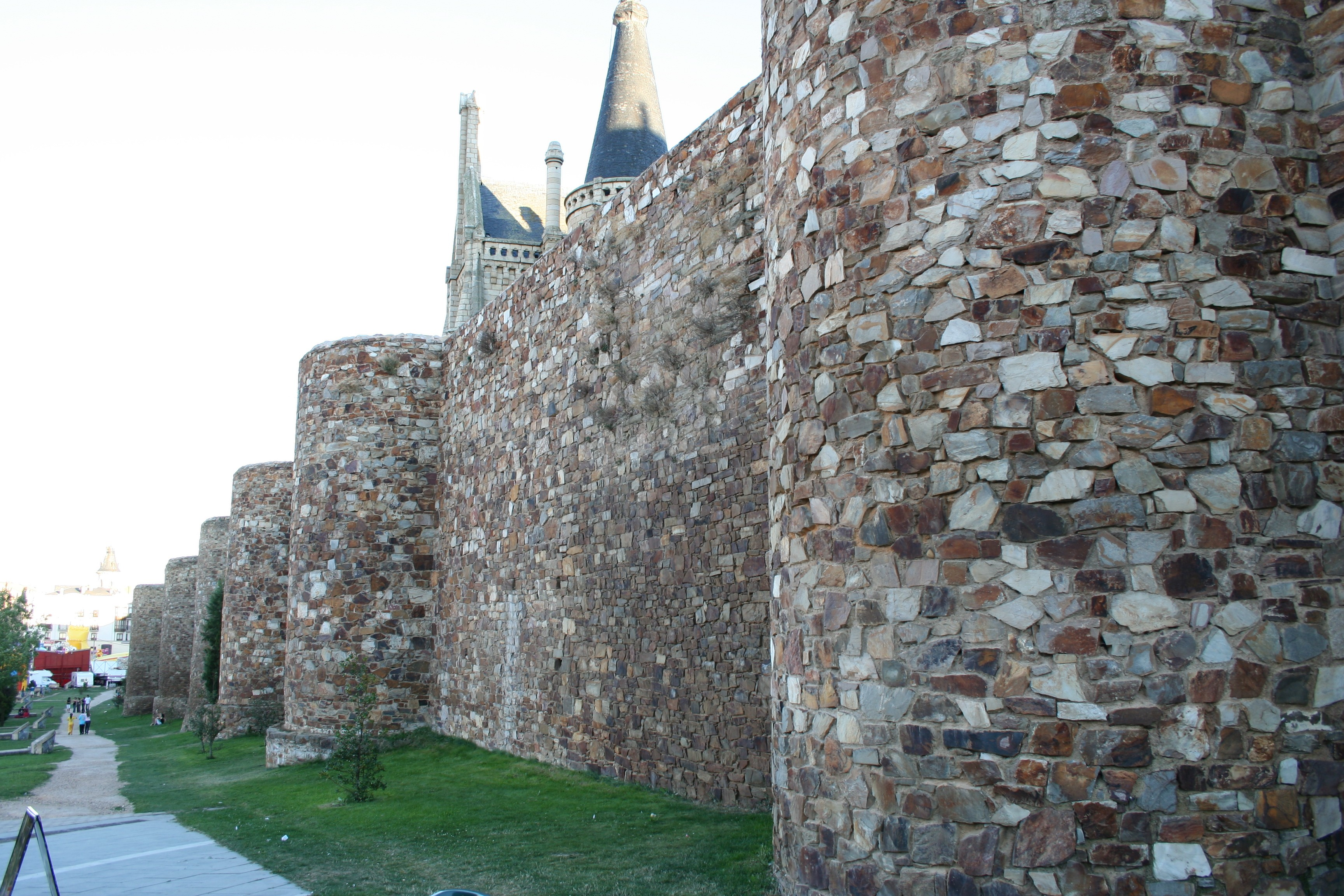
A városfal

## Testvérvárosok
- Portugália Braga,
- Franciaország Moissac,